# Miroslav Krleža
Miroslav Krleža (prononcé [mîrɔslaʋ křlɛʒa], parfois orthographié Miroslav Karleja en français) (Zagreb, 7 juillet 1893 - 29 décembre 1981) est un écrivain croate de Yougoslavie. Auteur de romans, nouvelles, drames, poèmes et d'essais, encyclopédiste, il est considéré comme le plus important auteur croate contemporain.
On retrouve tout au long de sa carrière diverses influences d'Ibsen et Strindberg au début, mais aussi de Kraus, Rilke, Dostoïevski et Proust par la suite.
Certaines de ses œuvres sont traduites en français, notamment : Le Retour de Philippe Latinovicz (Povratak Filipa Latinovicza) qui dépeint les inquiétudes d'une Yougoslavie en pleine mutation, Je ne joue plus (Na rubu pameti), ou Enterrement à Theresienbourg (Sprovod u Theresienburgu).

## Biographie

### Enfance et jeunesse
Né à Zagreb dans une famille modeste, Miroslav Krleža termine l'école primaire à Zagreb, l'école militaire préparatoire à Pécs (Hongrie actuelle), et s'inscrit à l'Académie militaire de Budapest qu'il quitte pendant les guerres balkaniques pour partir en Serbie. Là-bas, il se porte volontaire pour participer aux combats aux côtés des Serbes, mais on le suspecte d'espionnage et on le chasse. Il retourne en Autriche-Hongrie et se fait arrêter pour désertion de l'Académie militaire. En 1915, il est mobilisé et envoyé sur le front de Galicie, mais il passe tout son temps dans les hôpitaux à cause de son état de santé fragile. C'est à ce moment-là qu'il écrit ses premiers textes littéraires et articles.

### Maturité
Dès la création du royaume de Serbie, Krleža, fasciné par Lénine et la révolution soviétique, s'engage en tant que communiste dans le nouveau pays et écrit de plus en plus : il écrit à cette période jusqu'à la fin de l’assassinat du politicien croate Stjepan Radić, en ékavien, comme beaucoup d'autres écrivains croates pro-yougoslaves. Il a déjà acquis une certaine renommée dans les années 1920, et publie certaines de ses œuvres les plus importantes dans les années 1930, lors de la montée des totalitarismes de gauche et de droite.
Pendant la guerre, il écrit beaucoup. Il se rapproche du parti communiste après la Libération, sans pour autant en avoir jamais été un idéologue. L'amitié nouée avec Tito dès les années 1930 lui sauve la vie une fois la guerre terminée. En 1947, il est élu vice-président de l'Académie des Sciences et des Arts, fonde en 1950 l'Institut de Lexicographie croate où il prône la liberté d'expression et de création, critique l'emprise de la politique sur l'art, et dirige la rédaction de l'Encyclopédie de Yougoslavie. En 1967, il est à la tête d’un groupe de 130 universitaires qui cherchent à faire reconnaître le croate comme langue distincte, et œuvre pour la reconnaissance de la Croatie comme une nation indépendante. En 1969, il déclare que le croate et le serbe sont une seule et même langue, que les Croates l'appellent le croate et les Serbes, le serbe. Il passe les dernières années de sa vie, malade et paralysé, et meurt à Zagreb le 29 décembre 1981.

## Création littéraire

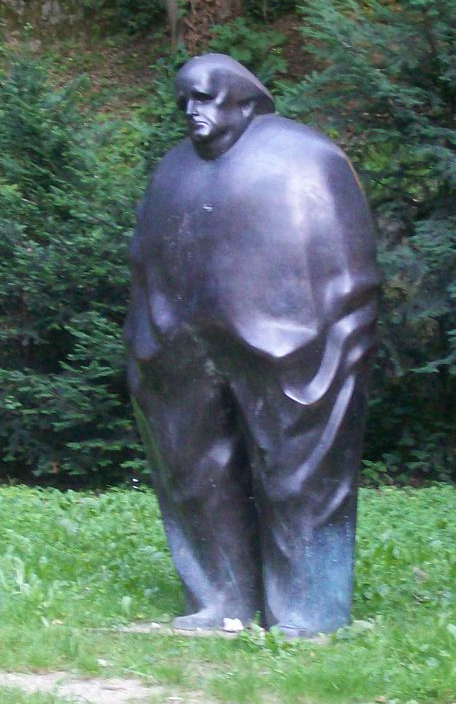
Monument de Miroslav Krleža à Zagreb en Croatie

### Poésie
Miroslav Krleža disait souvent que celui qui avait échoué dans la vie dans tous les domaines n'avait plus qu'à faire de la poésie et de la politique. Ses premiers poèmes, Pan (1917) et Trois symphonies  (Trisimfonije, 1917) lui valent de mauvaises critiques, mais cela change en 1918 lorsqu'il publie quatre recueils de poèmes où l'on sent clairement l'influence de la littérature d'Europe centrale lyrique et de l'expressionnisme, des grands courants modernes de l'époque (le dadaïsme, le surréalisme, le formalisme, etc). Son recueil Les Ballades de Petritsa Kerempouh (Balade Petrice Kerempuhan, 1936) écrit en kaïkavien, son dialecte, a connu le plus de succès. Pour cette œuvre, il crée sa propre langue : des idiomes kaïkaviens mélangés avec du latin, du hongrois, de l'allemand, du croate chtokavien, et de l'italien. Ce recueil évoque le destin tragique de l'homme croate à travers l'histoire, ces cinq cents dernières années.

### Drames
Fasciné depuis son adolescence par le théâtre, Miroslav Krleža crée de nombreuses pièces et s'engage au théâtre de Zagreb. Ses premiers drames sont très expressionnistes : Kraljevo (1918), Kristofor Kolumbo (Christophe Colomb, 1918), Michelangelo Buonarrotti (1919). Ce sont des pièces expérimentales, où on joue avec les sons, les lumières, et où les personnages se battent. À l'époque, en Europe, on aime expérimenter et combiner les pièces avec l'idéologie de la gauche radicale. Krleža écrit plus tard des drames dans lesquels il utilise des procédés expressionnistes, mais qui relatent de manière très réaliste les problèmes sociaux et nationaux des derniers jours de l'Autriche-Hongrie et la naissance de nouveaux pays : Galicija (Galicie, 1922), Golgota (1922), Vučjak (Le Chien-loup, 1923). Son troisième opus, Le Cycle des Glembay (Ciklus o Glembajevima), est le plus connu : À l'agonie (U agoniji, 1928), Les Messieurs Glembay (Gospoda Glembajevi, 1928), Leda (1932). L'auteur s'inspire de l'influence scandinave naturaliste et symbolique de son adolescence, des travaux d'Ibsen et de Strindberg. Ce cycle relate l'appauvrissement de la haute famille bourgeoise, les Glembay, qui sont corrompus et commettent adultères, vols et meurtres. Après la guerre, il publie d'autres drames, les plus connus étant Aretej (L'Arétée, 1959) et Saloma (Salomé, 1963) : des drames fantastiques qui traitent de la politique, de la guerre et de l'histoire.

### Nouvelles
Ses nouvelles sont partagées en trois phases : la première est très expressionniste, c'est le recueil Mars dieu croate (Hrvatski bog Mars, 1920 mais complété en 1947), où l'auteur évoque les Croates envoyés sur le front de guerre austro-hongrois, et où dominent les descriptions naturalistes de la vie d'un soldat et de sa mort. On voit dans cette œuvre l'orientation de gauche de Krleža, et l'espoir que la révolution communiste mette un terme aux conquêtes impériales qui sont à l'origine de toutes les guerres. Sa deuxième phase a pour sujet les classes moyennes, la petite bourgeoisie (In extremis, 1920 mais complété en 1948), sujets qu'il traite en profondeur dans ses romans. La troisième phase relate à nouveau le problème des Glembay, mais de façon plus générale, en l'appliquant à la haute bourgeoisie qui perd tout du jour au lendemain.

### Romans
Les romans de Miroslav Krleža sont écrits dans un style baroque, un langage nouveau, riche et complexe, proche de la tradition du roman intellectuel européen (Robert Musil, Rainer Maria Rilke), mais aussi de Fiodor Dostoïevski. Une vision existentialiste de l'homme domine, donnée dans les dialogues, les images, les sons et les commentaires de l'auteur. Les quatre romans représentatifs de Krleža sont : Le Retour de Philippe Latinovicz (Povratak Filipa Latinovicza), Banquet en Blithuanie (Banket u Blitvi), Les Drapeaux (Zastave) et Je ne joue plus (Na rubu pameti).
Le Retour de Philippe Latinovicz est un roman sur l'art et l'artiste, existentialiste et naturaliste, souvent comparé aux œuvres de Marcel Proust, dont Krleža s'inspirait beaucoup.

## Œuvres

### Œuvres traduites en français
- De la pluie, de la mort et de l'amour, de la guerre et d'un petit moineau à la gare de Brzezinka, traduction de Marko Ristić, in Esprit,1, Paris, 1954.
- Enterrement à Theresienbourg avec Hodolahomor-le-Superbe, Baraque cinq bis, In extremis, Vents sur une ville de province, Le cri-cri sous la cascade, traduit par Antun Polanšcak, introduction de Léon Pierre-Quint, Paris, Minuit, 1957.
- Le Retour de Philippe Latinovicz, traduit par Mila Đorđević et Clara Malraux, introduction de Zlatko Sušić, Paris, Calman-Lévy, 1957.
- Banquet en Blithuanie, traduit par Mauricette Sullerot-Begić, Paris, Calman-Lévy, 1964.
- Je ne joue plus, roman traduit par Janine Matillon, Paris, Seuil, 1966.
- Mars dieu croate : Baraque 5 bis, La Mort de Franio Kadaver, La Bataille de Bistritsa Lesna, Les Domobranes royaux de Hongrie, traduits par Janine Matillon et par Antun Polanšcak, préface de Predrag Matvejevitch, Paris, Calmann-Lévy, 1971.
- Essais, littérature politique, histoire, choix et présentation par Predrag Matvejević, (dir.), Zagreb, Le pont/The bridge 36,37,38, 1973.
- Les Ballades de Petritsa Kerempuh, traduit par Janine Matillon, Paris, Publications Orientalistes de France, 1975.
- Arétée ou La légende de Sainte Ancille, (fragment) Europe, littérature yougoslave, Paris, juil.-août, 1965.
- Festin des illusions, version française de Mira Cepincic et André Doms, Dessins de Simon Burgar, Montereau, Les Cahiers du Confluent, 1984, non paginé
- Hommes dans de sombres temps, choix et traduction des textes par Janine Matillon, Le Messager Européen no 8, Paris, Gallimard, 1994.
- Poèmes, Zagreb, Most/The Bridge, Literary Magazine, Poèmes traduits par J. Gospodnetić, Zagreb, Društvo hrvatskih književnika, 9-10, 1995.
- Messieurs les Glembay, texte dramatique traduit par Nicolas Raljevic, Prozor éditions, Rueil-Malmaison, 2017.
- Golgotha, drame en cinq actes traduit par Nicolas Raljevic, Prozor éditions, Rueil-Malmaison, 2017.

### Articles
- Predrag Matvejević : Miroslav Krleza - un classique vivant, in Le Monde, 11.V.1968.

Deux autres articles parus dans Le Monde, 28.XII.1969 et La Quinzaine littéraire, 16.VI.1969.
- Predrag Matvejević et Marc Alyn : Je ne suis pas le pessimiste que vous croyez, dans Le Figaro littéraire, 24.II.1970.

### Thèses
- Paulette-Andrée Matillon, Miroslav Krleža ou le drame antithétique, Quelques aspects de l'œuvre dans les années vingt, Thèse pour le doctorat de 3e cycle, Paris IV - Sorbonne, 1976.
- Danica Rajcic, Les problèmes de la réception de Miroslav Krleža en France, Thèse pour le doctorat de 3e cycle, Paris III, 1988.
- Frosa Pejoska-Bouchereau, Le phénomène culturel de l'émigration : une nouvelle forme d'imaginaire (sur l'exemple de la littérature croate), Thèse pour le doctorat, l'INALCO, 1995.
- Sineva Béné Katunaric, Deux écrivains dans le siècle. André Malraux, Miroslav Krleža et l'Europe littéraire de l'entre-deux-guerres, Thèse pour le doctorat, Université Stendhal - Grenoble III, 2001.